# NGC 2937
NGC 2937 este o galaxie eliptică situată în constelația Hidra. A fost descoperită în 3 martie 1864 de către Albert Marth. Se află la o distanță de 97 de megaparseci de Pământ.